# Jaciment arqueològic de Bisnau
La Pedra de Bisnau és un jaciment arqueològic brasiler dins d'una finca particular de la ciutat de Formosa, a l'estat de Goiás. És una paret de roca sedimentària de gres de 2.600 m2 que conté centenars d'inscripcions rupestres en baix relleu produïdes pels pobles amerindis prehistòrics, entre 4.500 i 11.000 anys endarrere, a la fi del període paleoamericà i l'inici del període arcaic americà.
A 120 quilòmetres de la capital federal Brasília, al marge de la carretera BR-020, poc després del llogaret Bezerra, el jaciment de Pedra do Bisnau l'emmarca un cerrado de mata oberta i tancada, altiplans i cascades (incloent-hi la cascada do Bisnau, també anomenada da Capetinga, a cinc-cents metres de la pedra). En la mateixa regió, hi ha uns altres 29 jaciments arqueològics amb petroglifs de significats misteriosos que intriguen científics i estudiants, els quals han arribat a interpretar-los com a orientacions astronòmiques.

## Geologia
Aquesta regió s'engloba en l'antiga àrea d'impacte de la Faixa Proterozoica Brasília amb el crató Sâo Francisco, i és per això que les formacions calcàries són comunes a la rodalia.

## Geografia

### Clima
D'acord amb la classificació climàtica de Köppen-Geiger, el clima verificat a la regió de la Pedra de Bisnau és tropical (Aw). La temperatura mitjana anual n'és de 22,1 °C. Setembre és el mes més calent de l'any, amb una temperatura mitjana de 23,2° C; juny, el mes més fred, amb 19,7° C de mitjana.
La pluviositat mitjana anual n'és de 1.465 mil·límetres, i desembre n'és el mes més plujós, amb una mitjana de 281 mil·límetres de precipitació, i juny el més sec, amb una mitjana de quatre mil·límetres de pluja.(6)

### Hidrografia
Els rius i rierols de la regió de Bisnau pertanyen a la conca del Paranã. Aquest naix a la ciutat de Formosa, a l'estat de Goiás, corre cap a l'estat de Tocantins i, prop de 50 km a dins, després de rebre les aigües del riu Bezerra, desaigua al Tocantins. Conté moltes caigudes d'aigua, incloent-hi la cascada de Bisnau, que té més de 130 m d'alçada.

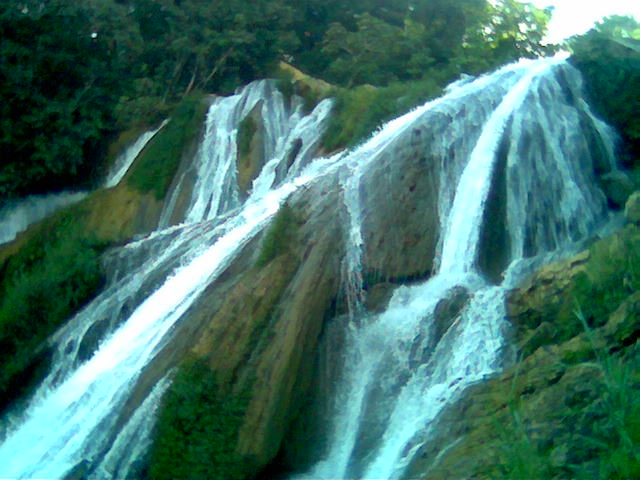
Cascada de Bisnau

### Biodiversitat
La regió conté moltes espècies, algunes en perill d'extinció, tant de la fauna com de la flora brasilera.(10)

#### Fauna

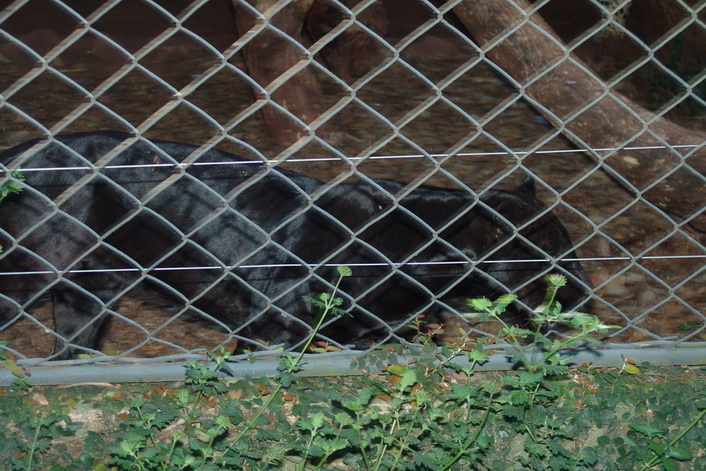
Onça negra, mamífer en perill d'extinció que es troba a la regió del jaciment arqueològic de Bisnau

Aquest indret conté una fauna molt rica, i és possible trobar-hi fins i tot espècies en perill extinció com ara el jaguar i la pantera, que s'hi han refugiat a causa de la devastació mediambiental ocorreguda en àrees properes.
En relació amb l'avifauna, 136 espècies de 40 famílies s'hi han registrat de juliol del 2017 a juny del 2018. De les espècies en perill extinció, com ara Tityra inquisitor, moltes mengen fruits i, amb això, en dispersen les llavors, contribuint a la preservació de la vegetació nadiua. Altres espècies trobades, però que no estan en perill d'extinció, en són Dryocopus lineatus (picot negre llistat), Celeus ochraceus (picot ocre) i Dendrocolaptes platyrostris.

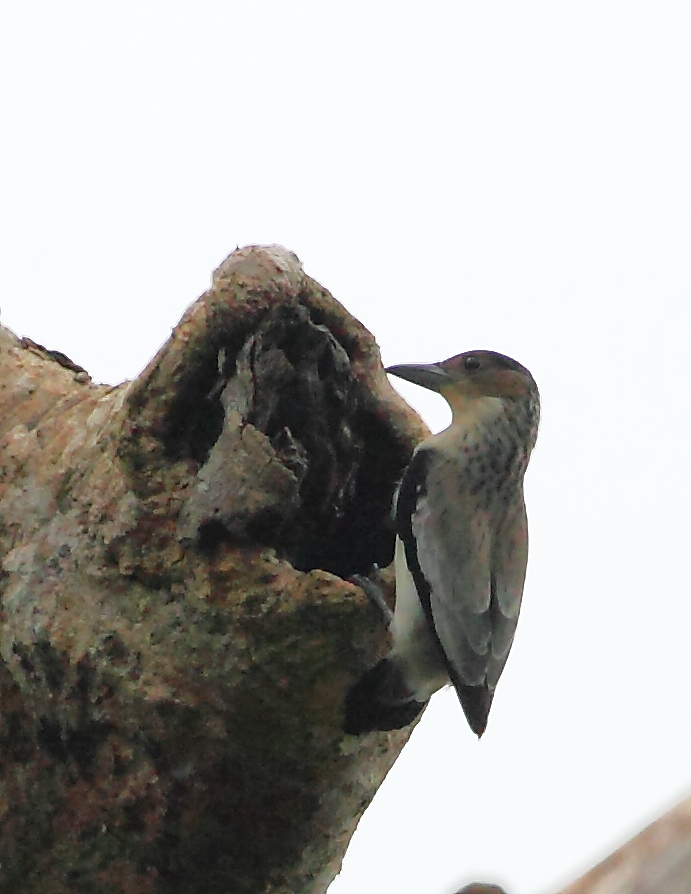
Picot present a la regió del jaciment arqueològic de Bisnau

#### Vegetació
Amb una àrea de dues-centes hectàrees, la vegetació de la zona del jaciment de Bisnau té el cerrado com a bioma predominant.(11)

## Estat de conservació
La Pedra de Bisnau, a més a més de sofrir alguns estralls causats per les pluges, que arrenquen capes de roca, també pateix vandalisme sobre les pintures rupestres amb traces d'algeps.